# Rafał Augustyn (lekkoatleta)
Rafał Augustyn (ur. 14 maja 1984 w Dębicy) – polski lekkoatleta, chodziarz.

## Życiorys
Ukończył szkołę podstawową w Dębiakach w wymiarze ośmiu klas oraz 5-letnie technikum gastronomiczne w Mielcu uzyskując tytuł „technik technolog żywienia zbiorowego”. Po maturze w 2004 student Akademii Wychowania Fizycznego w Krakowie. W 2016 poślubił Anetę Dopierałe, fizjoterapeutkę.

## Osiągnięcia
Złoty medalista mistrzostw Polski seniorów w chodzie na 50 kilometrów (2010, 2014, 2015, 2016, 2017, 2019 i 2020), w 2013 zdobył brązowy medal mistrzostw kraju na tym dystansie. Mistrz Polski w chodzie na 20 kilometrów z 2007 i 2011, wicemistrz z 2006, 2009, 2010 oraz 2020, pięciokrotny brązowy medalista na tym dystansie (2008, 2014, 2015, 2019 i 2022). Był także młodzieżowym mistrzem Polski na tym dystansie w 2004, 2005 i 2006 oraz trzykrotnie halowym mistrzem Polski seniorów na 5000 metrów (2009, 2011 i 2021). 4. zawodnik młodzieżowych mistrzostw Europy (chód na 20 km, Erfurt 2005). W chodzie na 20 kilometrów startował w mistrzostwach świata w 2007 w Osace – 26. miejsce, w igrzyskach olimpijskich w Pekinie – 29. miejsce, w mistrzostwach świata w 2011 w Daegu – 22. lokata, w igrzyskach olimpijskich w Londynie – 29. miejsce oraz w mistrzostwach świata w 2013 w Moskwie – 19. miejsce. 21. zawodnik mistrzostw świata w 2009 w Berlinie w chodzie na 50 km. 9. zawodnik mistrzostw Europy (chód na 20 km, Barcelona 2010). Uczestnik trzech kolejnych Letnich Uniwersjad na 20 km: Izmir (2005) – 13. miejsce, Bangkok (2007) – 15. miejsce, Belgrad (2009) – 8. miejsce. Uczestnik wielu Pucharów Świata i Pucharów Europy w chodzie sportowym. Brązowy medalista Pucharu Europy w 2009 w Metz na 20 km seniorów w drużynie i 7. miejsce indywidualnie, brązowy medalista Pucharu Europy 2011 w Olhão w chodzie na 50 kilometrów (indywidualnie 7. lokata).

## Rekordy sportowe
- chód na 5000 metrów (hala) – 19:16,51 s. (23 lutego 2014, Sopot) – 7. wynik w historii polskiej lekkoatletyki[4]
- chód na 10 kilometrów – 39:47 s. (29 maja 2010, Kraków) – 7. wynik w historii polskiej lekkoatletyki[5]
- chód na 20 kilometrów – 1:20:53 s. (21 kwietnia 2012, Zaniemyśl) – 12. wynik w historii polskiej lekkoatletyki[5]
- chód na 50 kilometrów – 3:43:22 s. (19 marca 2016, Dudince) – 5. wynik w historii polskiej lekkoatletyki[5]